# Удивительные приключения дядюшки Антифера
«Удивительные приключения дядюшки Антифера» (фр. Mirifiques aventures de maître Antifer) — приключенческий роман Ж. Верна, напечатанный в 1894 году. Первая публикация — в виде фельетона на страницах журнала Le Magasin d’éducation et de récréation с 1 января по 15 декабря 1894 года.

## Сюжет
Турецкий богач Камильк-паша, будучи втянутым в войну между Махмудом Вторым и египетским наместником Мухаммедом Али, прячет свои сокровища на неизвестном острове. Обделив своего племянника-предателя Саука, паша оставил своё наследство трём людям, когда-то спасшим его.
Саук, сговорившись с нотариусом Бен-Омаром, душеприказчиком покойного, решает забрать сокровища себе. Имея долготу острова, Бен-Омар и Саук, притворившийся клерком Бен-Омара Назимом, отправляются в Сен-Мало к наследнику паши и владельцу широты, моряку в отставке, Пьеру-Сервану-Мало "дядюшке" Антиферу. Антифер, узнав у них долготу, вместе со своими другом Жильдасом Трегоменом, племянником Жюэлем, Бен-Омаром и Сауком плывёт на этот остров в Оманский залив.
На острове путешественники находят лишь коробочку с запиской, содержащей широту второго острова и отправляющей Антифера к банкиру Замбуко, второму наследнику, владельцу долготы. Тот, решив из жадности сохранить клад целиком в своей семье, уговаривает Антифера жениться на своей немолодой сестре.
Наткнувшись в Гвинейском заливе на ящичек такого же содержания, что и первый, Антифер и Замбуко отправляются к третьему наследнику, владельцу долготы третьего острова, эдинбургскому богослову Тиркомелю, который проповедует отрешение от денег. Выясняется, что Тиркомель по причине своего аскетизма уничтожил письмо Камильк-паши не читая.
Однако Саук силой узнаёт у Тиркомеля долготу острова: эти цифры отец богослова в своё время вытатуировал на плече сына. Саук спешит на третий островок, но уже в Англии его арестовывает полиция за нападение со взломом. В газетах публикуется долгота острова, которым оказывается Шпицберген. Антифер и Замбуко вновь находят коробочку с посланием, да и то испорченную снегом. Поискам настаёт конец.
Уже в Сен-Мало Жюэль со своей молодой супругой Эногат анализируют маршрут поисков и узнают, что все три вышеупомянутых острова являются точками правильной окружности, нанесённой на карту Земли. Сопоставив свои исследования с уцелевшей частью текста третьей записки, они понимают, что нужный им четвёртый остров находится в центре этой окружности, т. е. в Средиземном море.
Антифер, Жильдас Трегомен, Жюэль, Замбуко и Бен-Омар плывут к этому месту. Острова там не оказывается. Дело в том, что паша оставил своё наследство на острове Джулия, который поднялся со дна моря в июле 1831 года и опустился обратно в декабре этого же года в результате геологического катаклизма. Сокровища оказались навеки погребены в пучине моря.

## Персонажи

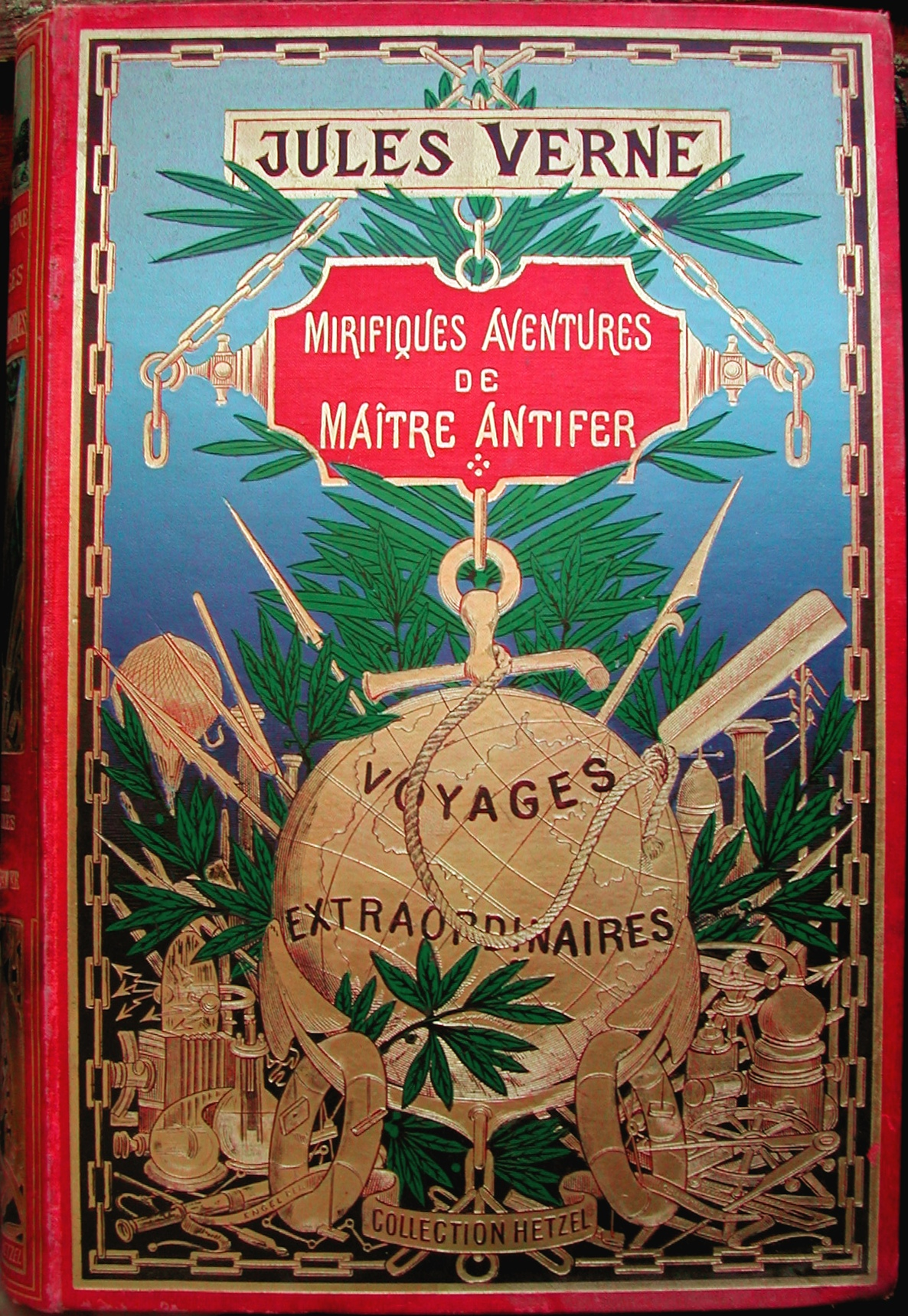
Обложка издания, выпущенного Ж. Этцелем (1894)

- Пьер-Серван-Мало "дядюшка" Антифер
- Жильдас Трегомен
- Жюэль
- Замбуко
- Тиркомель
- Бен-Омар
- Саук
- Камильк-паша
- Эногат
- Капитан Зо
- Нанон

## Интерпретация романа
Внук писателя, Жан Жюль-Верн, характеризует книгу следующим образом:
«Роман этот — своего рода притча, но веселая; вероятно, повествование только выиграло бы, если бы действие развивалось быстрее, да и вряд ли имело смысл растягивать его на два тома. Делалось это не только в интересах читателей „Журнала воспитания и развлечения“, объем давал возможность снабдить рассказ различными сведениями о несколько забытом периоде владычества Мехмета Али.»
По мнению современного исследователя, книга «начинается как исторический роман и заканчивается на манер бурлескной комедии»; в ней присутствуют иронические отсылки к более раннему сочинению Верна, «Упрямец Керабан» . А.М. Горбунов усматривает в романе «пародию на приключенческий жанр с его атрибутами таинственности» .

## Переводы на русский язык
Первый перевод романа на русский язык под названием «Приключения Антифера» печатался в 1894 году на страницах журнала «Вокруг света» (номера 24—50) . В 1959 году был выпущен перевод Э.П. Леонидовой, который затем неоднократно переиздавался .